# Ungefleckter Großer Sandaal
Der Ungefleckte Große Sandaal (Hyperoplus immaculatus) ist ein langgestreckter Meeresfisch, der im nordöstlichen Atlantik an den Küsten der Britischen Inseln, im Ärmelkanal bis zur Nordküste der Bretagne vorkommt.

## Merkmale
Der Ungefleckte Große Sandaal wird maximal 35 cm lang, bleibt für gewöhnlich aber bei einer Länge von 20 cm. Die Geschlechtsreife tritt mit einer Länge von 11 bis 15 cm ein. Das Hauptmerkmal, das ihn vom Gefleckten Großen Sandaal (Hyperoplus lanceolatus), der einzigen weiteren Art der Gattung Hyperoplus, unterscheidet, ist das Fehlen eines dunklen Flecks auf jeder Schnauzenseite. Im Unterschied zum Kleinen Sandaal (Ammodytes marinus) und zum Tobiasfisch (Ammodytes tobianus) sind bei den beiden Hyperoplus-Arten die Oberkiefer nicht protraktil (nicht ausstülpbar). Am Gaumen tragen sie zwei spitze Zähne. Die lange Rückenflosse erstreckt sich über einen großen Teil der Körperlänge, die Afterflosse beginnt hinter der Mitte. Die Schwanzflosse ist gegabelt. Angelegt reichen die Brustflossen bis zum Beginn der Rückenflosse.

## Lebensweise
Der Ungefleckte Große Sandaal lebt küstennah im Meer und im Brackwasser in der Gezeitenzone und in Flussmündungen. Er kommt normalerweise mit Ammodytes-Arten vergesellschaftet vor, verbringt den Tag vergraben im Sand und geht in der Dämmerung und in der Nacht in großen Schwärmen auf Nahrungssuche um Zooplankton und kleine Fische, wie junge Heringe und kleinere Sandaale zu fangen. Ungefleckte Große Sandaale laichen im Unterschied zum Gefleckten Großen Sandaal im Winter.

## Nutzung
Wie andere Sandaale ist der Ungefleckte Große Sandaal ein wichtiger Fangfisch der Industriefischerei und wird zu Fischmehl und Fischöl verarbeitet. Seltener wird sein Fleisch auch direkt konsumiert.